# Adel Mechaal
Adel Mechaal (Tétouan, 5 dicembre 1990) è un mezzofondista spagnolo, campione europeo indoor dei 3000 metri piani a Belgrado 2017.

## Palmarès
| Anno | Manifestazione               | Sede           | Evento         | Risultato   | Prestazione | Note                                     |
| ---- | ---------------------------- | -------------- | -------------- | ----------- | ----------- | ---------------------------------------- |
| 2013 | Europei a squadre            | Gateshead      | 1500 m piani   | 5º          | 3'40"58     |                                          |
| 2013 | Europei a squadre            | Gateshead      | A Squadre      | 8º          | 261 p.      |                                          |
| 2014 | Mondiali indoor              | Sopot          | 1500 m piani   | Batteria    | 3'41"27     |                                          |
| 2014 | World Relays                 | Nassau         | 4x1500 m       | 5º          | 15'00"69    |                                          |
| 2014 | Europei                      | Zurigo         | 1500 m piani   | Batteria    | 3'47"60     |                                          |
| 2015 | Europei indoor               | Praga          | 3000 m piani   | 6º          | 7'49"59     |                                          |
| 2015 | Mondiali di cross            | Guiyang        | Corsa Seniores | 68º         | 38'57"      |                                          |
| 2015 | Mondiali di cross            | Guiyang        | A Squadre      | 12º         | 256 p.      |                                          |
| 2015 | Europei a squadre            | Cheboksary     | 1500 m piani   | 6º          | 3'52"69     |                                          |
| 2015 | Europei a squadre            | Cheboksary     | A Squadre      | 8º          | 231,5 p.    |                                          |
| 2015 | Mondiali                     | Pechino        | 1500 m piani   | Batteria    | 3'46"05     |                                          |
| 2015 | Europei di cross             | Hyeres         | Corsa Seniores | Bronzo      | 29'51"      |                                          |
| 2015 | Europei di cross             | Hyeres         | A Squadre      | Oro         | 14 p.       |                                          |
| 2016 | Europei                      | Amsterdam      | 5000 m piani   | Argento     | 13'40"85    |                                          |
| 2016 | Giochi olimpici              | Rio de Janeiro | 1500 m piani   | Batteria    | 3'48"41     |                                          |
| 2016 | Giochi olimpici              | Rio de Janeiro | 5000 m piani   | Batteria    | 13'34"42    |                                          |
| 2016 | Europei di cross             | Chia           | Corsa Seniores | 8º          | 28'26"      |                                          |
| 2016 | Europei di cross             | Chia           | A Squadre      | Argento     | 32 p.       |                                          |
| 2017 | Europei indoor               | Belgrado       | 3000 m piani   | Oro         | 8'00"60     |                                          |
| 2017 | Mondiali di cross            | Kampala        | Corsa Seniores | 43º         | 30'40"      |                                          |
| 2017 | Mondiali di cross            | Kampala        | A Squadre      | 10º         | 221 p.      |                                          |
| 2017 | Mondiali                     | Londra         | 1500 m piani   | 4º          | 3'34"71     |                                          |
| 2017 | Europei di cross             | Šamorín        | Corsa Seniores | Argento     | 29'54"      |                                          |
| 2017 | Europei di cross             | Šamorín        | A Squadre      | Argento     | 20 p.       |                                          |
| 2018 | Mondiali indoor              | Birmingham     | 3000 m piani   | 5º          | 8'16"13     |                                          |
| 2018 | Coppa Europa dei 10000 metri | Londra         | Individuale    | 4º          | 27'50"56    |                                          |
| 2018 | Coppa Europa dei 10000 metri | Londra         | A Squadre      | Oro         | 1h24'40"66  |                                          |
| 2018 | Europei                      | Berlino        | 10000 m piani  | 4º          | 28'13"78    |                                          |
| 2018 | Europei                      | Berlino        | 5000 m piani   | dnf         | dnf         |                                          |
| 2018 | Europei di cross             | Tilburg        | Corsa Seniores | 8º          | 29'20"      |                                          |
| 2018 | Europei di cross             | Tilburg        | A Squadre      | 8º          | 38 p.       |                                          |
| 2019 | Europei a squadre            | Bydgoszcz      | 3000 m piani   | Oro         | 8'02"51     |                                          |
| 2019 | Europei a squadre            | Bydgoszcz      | A Squadre      | 6º          | 294,5 p.    |                                          |
| 2019 | Mondiali                     | Doha           | 1500 m piani   | Batteria    | 3'37"95     |                                          |
| 2020 | Mondiali di mezza maratona   | Gdynia         | Individuale    | 46º         | 1h02'30"    | Miglior prestazione personale            |
| 2020 | Mondiali di mezza maratona   | Gdynia         | A Squadre      | 8º          | 3h05'30"    |                                          |
| 2021 | Europei indoor               | Toruń          | 3000 m piani   | Bronzo      | 7'49"47     |                                          |
| 2021 | Europei a squadre            | Chorzów        | 3000 m piani   | Bronzo      | 8'32"08     |                                          |
| 2021 | Europei a squadre            | Chorzów        | A Squadre      | 5º          | 167 p.      |                                          |
| 2021 | Giochi olimpici              | Tokyo          | 1500 m piani   | 5º          | 3'30"77     | Miglior prestazione personale            |
| 2021 | Europei di cross             | Dublino        | Corsa Seniores | 16º         | 31'12"      |                                          |
| 2021 | Europei di cross             | Dublino        | A Squadre      | Argento     | 30 p.       |                                          |
| 2022 | Mondiali indoor              | Belgrado       | 3000 m piani   | 7º          | 7'43"60     |                                          |
| 2022 | Mondiali                     | Eugene         | 5000 m piani   | Batteria    | 13'36"48    |                                          |
| 2022 | Europei                      | Monaco         | 5000 m piani   | 14º         | 13'35"92    |                                          |
| 2023 | Europei indoor               | Istanbul       | 3000 m piani   | Argento     | 7'41"75     | Miglior prestazione personale stagionale |
| 2023 | Mondiali                     | Budapest       | 1500 m piani   | Semifinale  | 3'33"33     |                                          |
| 2024 | Mondiali indoor              | Glasgow        | 3000 m piani   | 6º          | 7'45"67     |                                          |
| 2024 | Mondiali indoor              | Glasgow        | 1500 m piani   | 6º          | 3'37"76     |                                          |
| 2024 | Europei                      | Roma           | 5000 m piani   | 4º          | 13'22"77    |                                          |
| 2024 | Europei                      | Roma           | 1500 m piani   | 5º          | 3'33"58     |                                          |
| 2024 | Giochi olimpici              | Parigi         | 1500 m piani   | Ripescaggio | 3'42"79     | [ 1 ]                                    |
| 2024 | Giochi olimpici              | Parigi         | 5000 m piani   | dns         | dns         |                                          |
| 2024 | Europei di cross             | Antalya        | Corsa seniores | 10º         | 22'47"      |                                          |
| 2024 | Europei di cross             | Antalya        | A squadre      | Oro         | 18 p.       |                                          |

## Campionati nazionali
2017
- Oro ai campionati spagnoli, 5000 m piani - 14'07"93
- Oro ai campionati spagnoli, 1500 m piani - 3'47"17
- Oro ai campionati spagnoli indoor, 3000 m piani - 8'19"57
- Argento ai campionati spagnoli indoor, 1500 m piani - 3'52"81

2018
- Argento ai campionati spagnoli, 5000 m piani - 13'45"14
- Argento ai campionati spagnoli, 1500 m piani - 3'39"98
- Oro ai campionati spagnoli indoor, 3000 m piani - 8'19"87
- Oro ai campionati spagnoli indoor, 1500 m piani - 3'43"10

2019
- Bronzo ai campionati spagnoli, 5000 m piani - 13'35"9

2020
- Oro ai campionati spagnoli indoor, 3000 m piani - 8'15"74

2021
- Oro ai campionati spagnoli, 1500 m piani - 3'46"53
- Oro ai campionati spagnoli indoor, 3000 m piani - 8'20"17

2022
- Argento ai campionati spagnoli, 5000 m piani - 13'44"10
- 4º ai campionati spagnoli, 1500 m piani - 3'36"60
- Oro ai campionati spagnoli indoor, 3000 m piani - 8'03"63
- Oro ai campionati spagnoli indoor, 1500 m piani - 3'36"89
- Oro ai campionati spagnoli di corsa campestre - 28'11"

2023
- Oro ai campionati spagnoli indoor, 3000 m piani - 7'44"15
- Oro ai campionati spagnoli di corsa campestre - 30'29"

2024
- Bronzo ai campionati spagnoli di corsa campestre - 30'38"

## Altre competizioni internazionali
2016
- Bronzo al Meeting international Mohammed VI d'athlétisme de Rabat ( Rabat), 3000 m - 7'39"51

2017
- 10º all'ISTAF Berlin ( Berlino), 5000 m piani - 13'27"37
- Argento al Meeting international Mohammed VI d'athlétisme de Rabat ( Rabat), 3000 m - 7'38"35
- Argento ai London Anniversary Games ( Londra), 3000 m piani - 7'36"32
- Argento al British Grand Prix ( Birmingham), 3000 m piani - 7'40"34
- 4º al Memorial Van Damme ( Bruxelles), 1500 m piani - 3'40"43

2018
- 13º al Golden Gala ( Roma), 1500 m piani - 3'39"14

2019
- 8º all'Athletissima ( Losanna), 1500 m piani - 3'33"91
- Argento al The Match Europe vs USA ( Minsk), 3000 m piani - 7'57"55 [2]

2020
- Argento alla Mezza maratona di Istanbul ( Istanbul) - 1h03'25"

2021
- 9º al Memorial Van Damme ( Bruxelles), 1500 m piani - 3'35"37

2022
- 7º ai Bislett Games ( Oslo), 5000 m piani - 13'06"02
- Oro al New Balance Indoor Grand Prix ( New York), 3000 m piani indoor - 7'30"82
- Bronzo al Cross Internacional de Venta de Baños ( Venta de Baños) - 34'42"

2023
- 12º ai Bislett Games ( Oslo), 5000 m piani - 13'22"31
- Bronzo al Cross Internacional Juan Muguerza ( Elgoibar) - 33'39"

2024
- Bronzo al London Athletics Meet 2024 ( Londra), miglio - 3'49"21
- 6º al Cross de Atapuerca ( Atapuerca) - 26'11"
- Bronzo alla San Silvestre Vallecana ( Madrid) - 27'39"

2025
- 4º al Cross Internacional Juan Muguerza ( Elgoibar) - 30'28"